# 호리카와 천황
호리카와 천황(일본어: 堀河天皇, 1079년 8월 8일 ~ 1107년 8월 9일)은 일본의 제 73대 천황이다. 휘는 다루히토(일본어: 善仁)이다.

## 약력
1086년 11월 26일, 8세에 태자가 됨과 동시에 아버지 시라카와 천황의 양위로 즉위했다. 이러한 단기간의 입태자·즉위는 이복 남동생인 스케히토 친왕에게 황통이 옮겨지는 것을 피하기 위한 시라카와 천황의 강한 의향에 의한 것이었다고 여겨진다.
즉위와 함께 간파쿠 후지와라노 모로자네가 섭정이 되지만 시라카와 상황이 원정을 해 전권을 장악했다. 천황이 성인이 되고 간파쿠도 후지와라노 모로미치가 대신하면서 양자가 협력해 정무를 실시했기 때문에, 상황의 정치적 권한이 억제되었던 시기도 있었다. 하지만 1099년에 모로미치가 사망하면서 고셋케의 내분을 틈타 시라카와 상황이 다시 정무를 관여하게 되었다. 현제(賢帝)로 칭해지며 처음에는 조정에도 열심히 임했으나 시라카와 상황의 정무에의 관여가 강해지면서 호리카와 천황의 흥미는 음악, 와카로 옮겨가게 된다.
호리카와 천황은 후궁 후지와라노 이시와의 사이에 태어난 황자 무네히토 친왕(도바 천황)을 황태자로 삼았지만 이시가 사망하면서 무네히토 친왕은 시라카와 상황에 거두어져 그 밑에서 양육되었다. 학문과 와카, 관현에 재능을 발휘해 존경받았지만 병약하고 제위에 있다가 29세의 나이로 사망하였다.

## 가계도
- 황후(皇后) : 아츠코 내친왕(篤子 内親王) (1060~1114) - 고산조 천황의 황녀
- 황후(皇后) : 증 황태후(贈皇太后) 후지와라노 사네코(藤原 苡子) (1076~1103) - 후지와라노 사네스에(藤原実季)의 딸
  - 제1황자 : 무네히토친왕(宗仁親王) - (도바 천황)
- 텐지(典侍) : 히토코 여왕(仁子 女王) (?~1126)
  - 제1황녀 : 야스코 내친왕(悰子 内親王) (1099~1162)
- 텐지(典侍) : 후지와라 무네코(藤原 宗子)(1087?~1129) - 후지와라 타카무네(藤原 隆宗)의 딸
  - 제2황자 : 카쿠쿄 법친왕(覚暁 法親王)(1103~1159)
- 궁인(宮人) : 후지와라씨(藤原氏) - 후지와라노 토키츠네(藤原 時経)의 딸
  - 제3황자 : 사이운 법친왕(最雲 法親王) (1104~1162)
- 궁인(宮人) : 후지와라씨(藤原氏) - 후지와라노 아리츠나(藤原 顕綱)의 딸

## 같이 보기
- 일본 천황
- 고호리카와 천황